# Aphyolebias rubrocaudatus
El rivulino peruano (Aphyolebias rubrocaudatus) es una especie de pez de agua dulce de América del Sur, de la familia de los rivulinos. Son peces de pequeño tamaño con una longitud máxima descrita de tan solo 6 cm, comercializados y comunes para acuariología.

## Distribución y hábitat
Esta especie es un endemismo que sólo puede encontrarse en su localidad tipo en el río Tambopata a 200 m de altitud, un afluente del río Madre de Dios, a 7 km de Puerto Maldonado, en la cuencia fluvial del río Amazonas en el sureste del Perú. Aunque esta especie tiene una distribución restringida, no existen amenazas en esa área y además está presente en la Reserva nacional Tambopata, por lo que su estado de conservación se considera óptimo.
De comportamiento bentopelágico y no migrador, esta especie anual habita pequeños estanques temporales alimentados por pequeños arroyos que pueden secarse en la estación seca, en los cuales se alimenta de invertebrados acuáticos.